# Catecismo Kalleyano
O "Pequeno catecismo Congregacional Kalleuano" é um documento confessional brasileiro de teologia reformada-calvinista editado pelo Rev. Elmir Lemos Júnior para instrução dos membros da igreja.
É um dos cinco Símbolos de Fé da Igreja Congregacional Kalleyana, sendo assim uma breve e fiel exposição da doutrina desta igreja, útil tanto para instruir os Cristãos quanto para se conhecer o que a Igreja Kalleyana crê.

## Etimologia
A palavra "catecismo" origina-se do termo grego katecheo, encontrado na Sagrada Escritura na Epístola de São Paulo aos Gálatas, versículo 6 do capítulo 6. O Significado do termo katecheo é ensinar, instruir, informar. Quando usado no sentido eclesiástico, catecismo adquire o significado de "um documento que instrui na Fé". Assim, o chamado Pequeno Catecismo Congregacional Kalleyano é um documento calvinista brasileiro, que objetiva instruir os Cristãos na Fé, através do estudo sistemático de uma série de perguntas e respostas. 
Este catecismo é um dos cinco Símbolos de Fé da Igreja Congregacional Kalleyana, sendo, portanto, considerado uma pequena, porém fiel, exposição da Doutrina desta igreja, útil tanto para instruir os Cristãos quanto para se conhecer o que a Igreja Kalleyana crê.

## História
O "Pequeno Catecismo Congregacional Kalleyano" foi elaborado pelo Rev. Elmir Júnior após estudo minucioso da teologia do missionário e médico Escocês  Rev. Robert Reid Kalley e ponderada meditação e busca nas Escrituras. Na época da elaboração do Catecismo, o Rev. Elmir Júnior era pastor ordenado da UIECB — União das Igrejas Evangélicas Congregacionais do Brasil, sendo o responsável por congregações em Magé e Teresópolis, além de grupos de estudo bíblico em Angra dos Reis. Como fruto do estudo no trabalho do Rev. Kalley e da busca nas Escrituras pelas doutrinas ensinadas pelo missionário, o Rev. Elmir aprofundou-se crescentemente na Teologia Puritana do Reverendo Escocês e, conseqüentemente nas Doutrinas da Graça — vertente teológica também chamada Calvinismo.
A divergência doutrinária oriunda das diferenças entre o pentecostalismo e arminianismo crescentes da UIECB e o calvinismo puritano, no qual o Rev. Elmir e suas congregações estavam se aprofundando, levou a um cisma e a formação da Associação das Igrejas Congregacionais Kalleyanas no final de 2008.

## Conteúdo
O Catecismo da Igreja Kalleyana é composto de 28 perguntas e respostas que devem ser estudadas através da Exposição Bíblica de seus temas e versículos de prova. Estas 28 perguntas estão relacionadas, porém não em ordem, com os 28 Artigos da Breve Exposição das Doutrinas Fundamentais do Cristianismo elaborados pelo Rev. Robert Kalley. 
São abordados, no Catecismo, assuntos doutrinários essenciais para a prática da piedade e para a manutenção da Sã Doutrina como: A Natureza de Deus, A Natureza do Homem, A Obra de Cristo e a Salvação de nossas Almas. Peculiarmente o Catecismo traz ainda perguntas referentes a História da Igreja. A existência destas perguntas históricas se funda na forte concepção Kalleyana a respeito da História como parte da Revelação Geral de Deus e como prova da Sua Soberana Mão guiando a Igreja de Cristo.